# Rue du Pont-Louis-Philippe
Pour les articles homonymes, voir Rue du Pont.
La rue du Pont-Louis-Philippe est une voie située dans le 4e arrondissement de Paris, en France.

## Situation et accès
La rue du Pont-Louis-Philippe est orientée globalement nord-sud, dans le 4e arrondissement de Paris. Elle débute au sud sur la quai de l'Hôtel-de-Ville et se termine 225 m au nord au niveau du 23, rue de Rivoli.
Outre ces voies, la rue du Pont-Louis-Philippe est rejointe ou traversée par plusieurs rues perpendiculaires ; du sud au nord :
- nos 1 et 4 : rue de l'Hôtel-de-Ville ;
- nos 11-13 : rue Grenier-sur-l'Eau ;
- nos 14-16 : allée des Justes-de-France ;
- nos 23-25 et 24-26 : rue François-Miron.

Au sud, la rue débouche sur la Seine et le pont Louis-Philippe, qui lui donne son nom. Au nord, elle est poursuivie, de l'autre côté de la rue de Rivoli, par la rue Vieille-du-Temple.
Elle est en pente modérée de la Seine à 28 mètres d'altitude au flanc du monceau Saint-Gervais à 35 mètres.

## Origine du nom
Elle porte ce nom car elle aboutit au pont Louis-Philippe. 

## Historique
La voie est ouverte, sous sa dénomination actuelle, par une ordonnance du 13 août 1833 entre le quai de l'Hôtel-de-Ville et la rue François-Miron sur l'emplacement de l'hôtel des Barres et le couvent des Filles-de-la-Croix.
Elle est percée par la société concessionnaire du pont-Louis-Philippe dirigée par Charles et Paul Seguin.
C'est une des rares voies percées à Paris sous la Monarchie de Juillet avec la rue Rambuteau et la rue d'Arcole avant les transformations de Paris sous le Second Empire.
Sa création entraine la destruction de maisons anciennes et la construction autour de 1840 d'immeubles homogènes de cinq étages alignés avec boutiques au rez-de-chaussée et immeubles destinés aux bourgeois aux étages.
Elle prit le nom « rue de la Réforme » et « rue du Pont de la Réforme » de 1848 à 1852, année où elle reprend sa dénomination initiale.
Un arrêté du 13 juillet 1885 prolonge la rue en la réunissant à une partie de la rue Vieille-du-Temple entre les rues François-Miron et de Rivoli :
Le préfet de la Seine,
Vu la loi des 16-24 août 1790, titre XI, art. 3, § 1er;
Vu les lois des 18 juillet 1837 (art. 10) et 24 juillet 1867 (art. 17);
Vu le rapport et sur la proposition de l'inspecteur général des ponts et chaussées, directeur des travaux de Paris;
Arrête:
Article premier : La partie de la rue Vieille du Temple, comprise entre les rues François-Miron et de Rivoli, est réunie à la « rue du Pont-Louis-Philippe », dont elle forme le prolongement, sous le nom de cette dernière voie.
Article 2 : L'Inspecteur général des ponts et chaussées, Directeur des travaux de Paris, est chargé d'assurer l'exécution du présent arrêté, qui sera inséré au Recueil des actes administratifs de la préfecture.
Fait à Paris, le 13 juillet 1885.
E. Poubelle
La rue était comprise dans le périmètre de l'îlot insalubre n° 16 mais n'a pas été touchée par cette opération de rénovation urbaine, le projet d'élargissement par démolition des immeubles des numéros pairs ayant été abandonné.

## Bâtiments remarquables et lieux de mémoire
La rue du Pont-Louis-Philippe comporte les édifices remarquables suivants :
- no 3 : Galerie Agathe Gaillard puis Galerie Rouge, galerie d'art ouverte par Agathe Gaillard en 1975 ;
- no 6 : immeuble comportant la devanture début XXe siècle d'une ancienne crèmerie[3] ;
- no 15 : Robert Malaval (1937-1980), artiste peintre, y vécut et s'y donna la mort ;
- no 20 : François Vidocq y eut une agence de police privée ;
- no 22 bis : derrière l'immeuble d'époque Louis-Philippe, une maison Renaissance du premier quart du XVIe siècle non visible de la rue comporte une façade en pierre de taille et briques dans laquelle aurait vécu Marie Touchet, favorite de Charles IX. Les façades sud et est sont à pans de bois apparents avec un remplissage de brique couvert d’un crépi clair[4] ;
- no 25 : façade arrière de la mairie du 4e arrondissement.

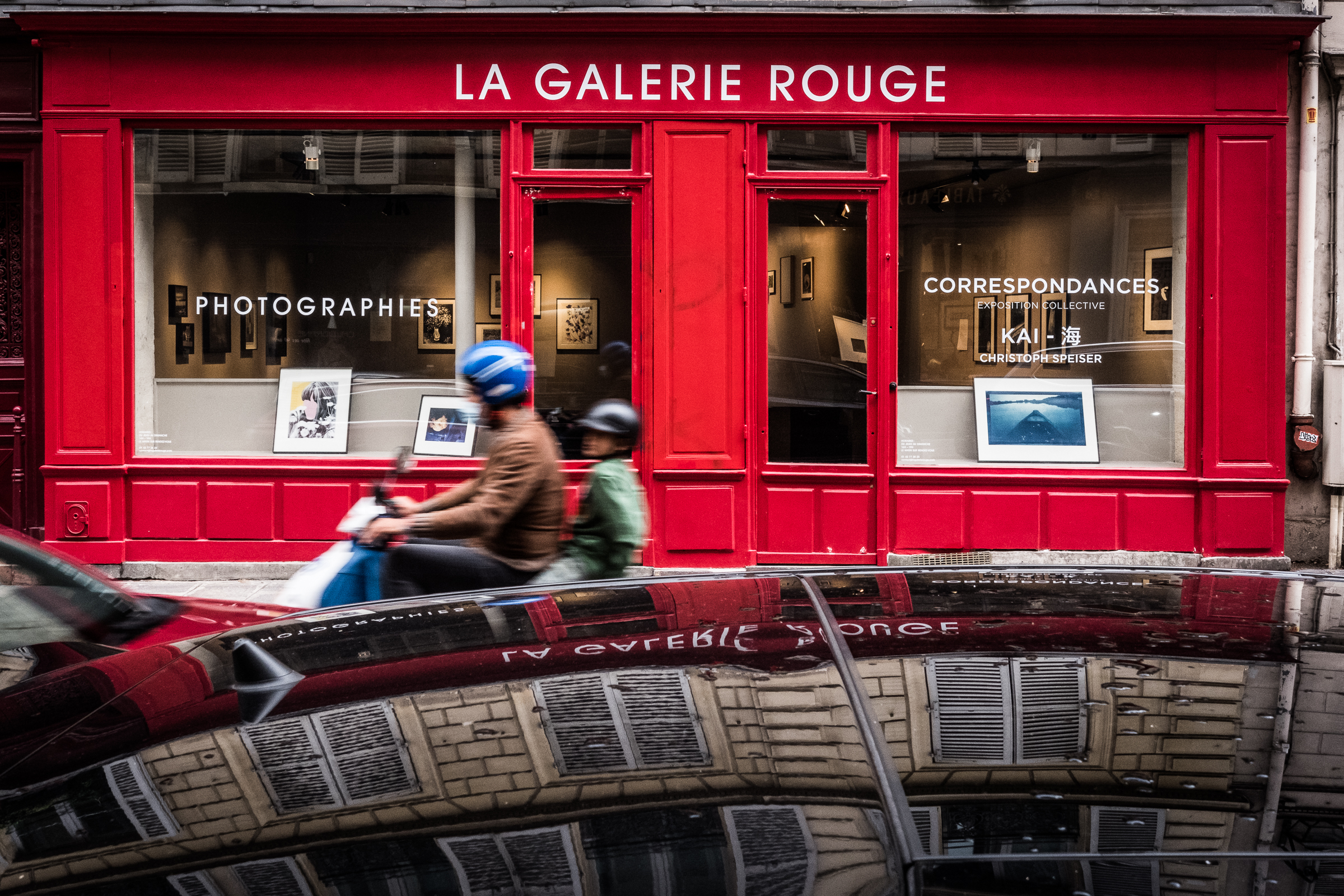
Galerie Rouge.
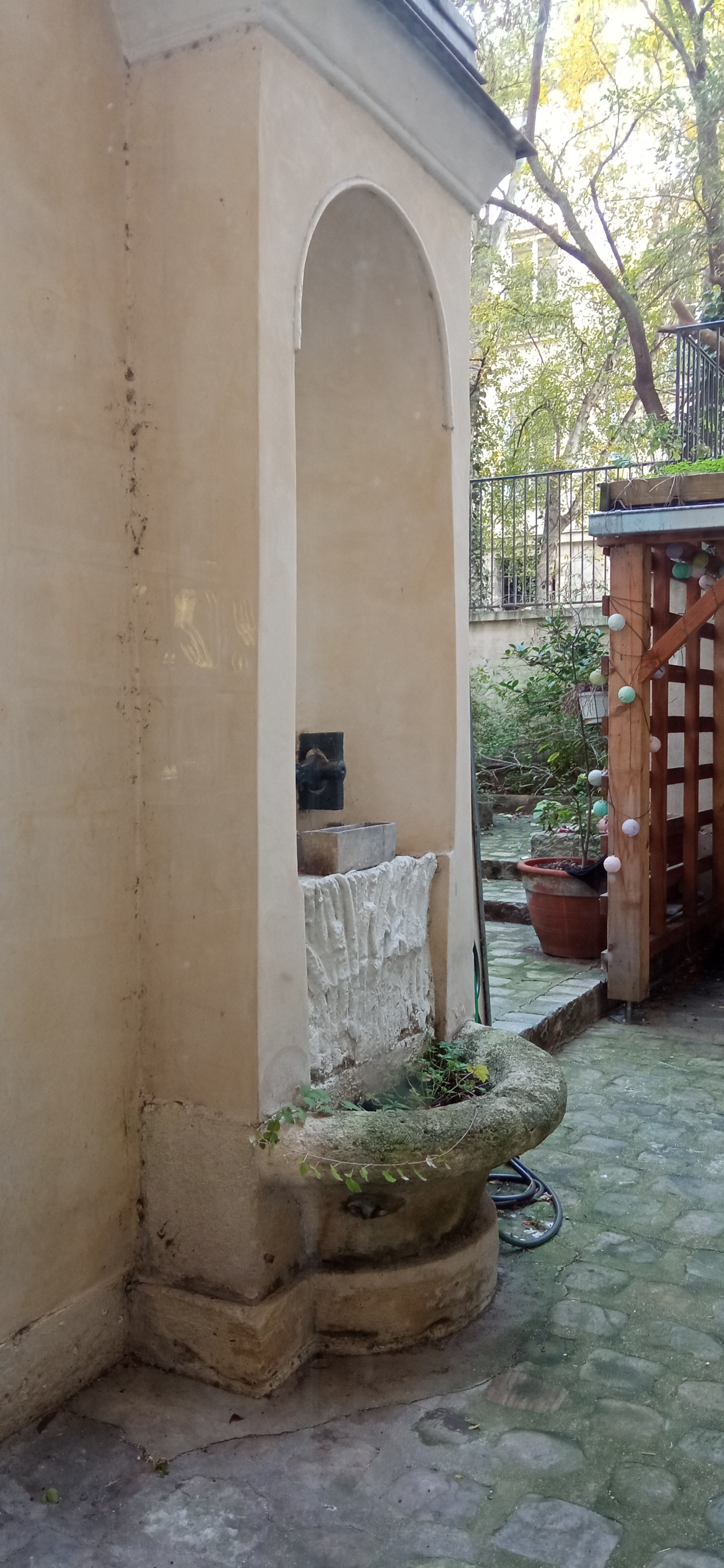
Puits.
Art urbain (Simone Weil de C215).